# Kashiwa
Kashiwa (柏市, Kashiwa-shi) är en stad i den japanska prefekturen Chiba på den östra delen av ön Honshu. Den har cirka 400 000 invånare. Staden ligger nordost om Tokyo, ingår i dess storstadsområde och är en utpräglad sovstad till Tokyo cirka 30 minuter med tåg från Uenostationen. Kashiwa fick stadsrättigheter 1 september 1954, och har sedan 2008
status som kärnstad (japanska: 中核市?, Chūkakushi) enligt lagen om lokalt självstyre.

## Sport
Kashiwa Reysol spelar i J. League i fotboll.

## Borgmästare
- 4. Makoto Suzuki, 13 november 1978–1 oktober 1993[2]
- 5. Akira Honda, 21 november 1993–20 november 2009[2]
- 6. Hiroyasu Akiyama, 21 november 2009–20 november 2021[2]
- 7. Kazumi Ōta, 21 november 2021–[2]

Denna lista hämtas från Wikidata. Informationen kan ändras där.